# ルイ・ニーステン

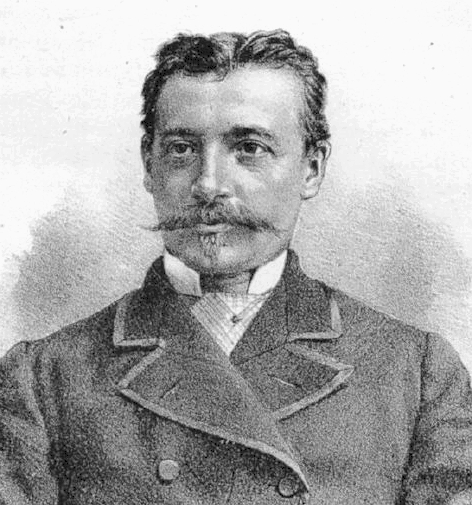
Louis Niesten portrayed in 1883

ルイ・ニーステン（Louis Niesten、1844年-1920年）は、ベルギーの天文学者。ブリュッセル天文台で働いた。火星を観測し表面の詳細な地図を製作した。木星の大赤斑の観測を行った。
木星の大赤斑については、ジョヴァンニ・カッシーニにより1665年に発見されたが、カッシーニの発見した大赤斑はその後観測されなくなり、現在の大赤斑は1878年にニーステン、カール・プリッチェット、テンペルらによって、初めて観測された。
ニーステンは1882年の金星の日面通過のチリのサンティアゴでの観測隊を組織し、アメリカ合衆国のテキサス州サンアントニオで観測したジャン・シャルル・ウーゾーによって率いられたもう1隊のベルギー観測隊とともに、特別に設計されたヘリオメーターを使って金星の視差を計測した。
火星のクレータにニーステンの名は命名されている。